# El Ter
|  | Aquest article tracta sobre un diari. Si cerqueu el riu, vegeu «Ter». |

El Ter és un periòdic editat a Manlleu en tres èpoques diferents i amb diferent periodicitat. La primera època s'allargà del 1897 al 1901, la segona del 1934 al 1936, i la tercera des de 1996. Ha tingut diferents formats.

## Primera època
El 19 desembre 1897 va aparèixer el primer número d'"El Ter", amb el subtítol de "Periòdic independent". Defensor dels interessos morals i materials de la vila de Manlleu ". En l'editorial d'aquest primer número es justificava el nom que encapçalava el diari: "El riu que porta aquest nom constitueix, sense cap dubte, la principal riquesa de la nostra estimada població. Per això, en escollir títol per al nostre diari, li hem donat el d'aquest riu ". El diari apareixia quinzenalment i estava escrit, en la seva major part, en castellà. Constava de quatre pàgines i incloïa: l'editorial, opinions, poesia, secció de notícies, anuncis oficials, el moviment demogràfic i, ocasionalment, algun jeroglífic o endevinalla. En l'última pàgina hi havia la publicitat. La subscripció anual costava 10 rals, quantitat que augment fins a tres pessetes l'any 1901. "El Ter" podia llegir-se en la resta de la comarca i fins i tot s'enviava a les Colònies d'Ultramar. El director de la publicació va ser el seu propi creador, el Sr. Josep M. Prat i Vilaró. En aquesta primera etapa es van publicar en total 80 números fins a 1901, data en què va desaparèixer aquesta publicació.

## Segona època
Trenta anys més tard, concretament el 19 de maig de 1934, en plena Segona República, es va recuperar aquest diari i va passar a editar el "Centre Català Republicà d'Esquerra". En aquesta ocasió el seu director va ser Josep Vilardell El diari constava de vuit pàgines escrites totes en català. El subtítol, en aquesta ocasió, va ser el de: "quinzenal d'Esquerres". Es van publicar 28 números, i el seu contingut constava de: cròniques d'esports, seccions de cinema i teatre, vida municipal, noticiari informatiu. La subscripció costava 2,5 pessetes per semestre i per un exemplar es pagaven 20 cèntims. Finalment, el diari va tornar a desaparèixer el 18 de juliol de 1936, quan es va iniciar la Guerra Civil, després de rebre múltiples amenaces de sectors contraris a la seva ideologia.

## Tercera època
Seixanta anys més tard, concretament el 1996, Manlleu recupera la quasi centenària capçalera "El Ter" amb el subtítol "revista de la terra, la indústria i les arts". Durant els primers anys va tenir una periodicitat mensual que va passar a ser semestral l'any 2008. El 2016 encara es manté amb aquesta periodicitat.